# Wakkanai
Wakkanai (稚内市 Wakkanai-shi?) este un municipiu din Japonia, prefectura Hokkaidō.